# Бескудниковский проезд
Беску́дниковский проезд — проезд, расположенный в Северном административном округе города Москвы на территории Бескудниковского района.

## История
Проезд носит своё название с 1990 года. Название связано с бывшей деревней Бескудниково.
От Дмитровского шоссе до Дубнинской улицы нынешний Бескудниковский проезд совпадает с трассировкой прежней улицы 800-летия Москвы. После места пересечения Бескудниковского проезда и Дубнинской улицы прежняя улица 800-летия Москвы шла по диагонали на северо-восток (на месте домов № 26 корпус 1, 9 и 11 корпус 1), соединялась с Торговой улицей (сейчас это Керамический проезд) и заканчивалась у железнодорожной станции Бескудниково.

## Расположение
Бескудниковский проезд находится между Дмитровским шоссе и Дубнинской улицей.
Здесь расположено несколько жилых домов, а также школа № 2043, гимназия № 1592 и детский сад № 822.

## Транспорт
Ближайший остановочный пункт наземного транспорта — «Бескудниково» на Дмитровском шоссе.
По самому проезду движения общественного транспорта нет.

### Метро
- Станция метро «Яхромская» Люблинско-Дмитровской линии.

### Железнодорожный транспорт
- Станция «Бескудниково» Савёловского направления МЖД — в 1,1 км на северо-восток.